# Estadio Francisco Villa
Das Estadio Francisco Villa ist ein Stadion in Zacatecas, der Hauptstadt des gleichnamigen Bundesstaates in Mexiko. Der Name des Stadions, das für Leichtathletik- und Fußballveranstaltungen ebenso genutzt werden kann wie für Konzerte, wurde in Erinnerung an den mexikanischen Revolutionär Pancho Villa (1878–1923) vergeben.

## Geschichte
Das Stadion wurde im Vorfeld der in Mexiko ausgetragenen Fußball-Weltmeisterschaft 1986 eröffnet, war aber kein Spielort dieses Turniers. Das Eröffnungsspiel bestritten die Mannschaft der Universidad de Guadalajara und die Südkoreanische Fußballnationalmannschaft. Das erste Tor im neuen Stadion erzielte Francisco „Médico“ Ríos zum späteren 1:0-Sieg der Mannschaft aus Guadalajara.
Am fünften Spieltag der Saison 1996/97 war das Stadion zum bisher einzigen Mal Austragungsort einer Erstligabegegnung, als Santos Laguna sein Heimspiel gegen Chivas Guadalajara hierher verlegt hatte. Mexikos Nationalspieler Jared Borgetti brachte die „Gastgeber“ in der 23. Minute mit 1:0 in Führung, ehe Gustavo Nápoles fünf Minuten vor Spielende den Ausgleich für die Gäste aus Jalisco zum 1:1-Endstand erzielte.
Das Stadion diente bereits mehreren Vereinen aus Zacatecas in der dritten und vierten Liga als Heimspielstätte. In den sieben Jahren zwischen 1996 und 2003 war es sogar Spielort der zweiten Liga, als der bekannteste Verein der Stadt, Real Sociedad de Zacatecas, in der Primera División 'A' vertreten war.